# 황종률 (구세군)
황종률(黃鍾律, 일본식 이름: 松原正義마쓰바라 마사키, 檜原正義히노키하라 마사키, 1887년 10월 29일 ~ 1961년 9월 26일)은 구세군 사령관을 지낸 한국의 목회자이다. 대중가요 작곡가 겸 평론가 황문평(본명 황해창)의 아버지이기도 하며 본적은 서울특별시 서대문구 천연동이다.

## 생애
1909년 9월 대구계성학교를 졸업하고 구세군에 입대했다. 1910년 경성 구세군사관학교를 제1회로 졸업한 뒤부터 구세군 서대문영 사관학교 교관으로 복무했다. 1914년 6월 영국 런던에서 열린 구세군 만국총회에 참석하기도 했으며 1920년 이후부터 구세군 해주 지방관, 구세군 서울남자 육아원장, 구세군 충남 지방관 역임했다.
1933년 3월 외국인이 맡아오던 사령관 자리에 조선인으로는 최초로 올라 제8대 사령관 겸 구세군 전장서기관이 되었으나, 1940년 10월 영국 구세군 본영과 영국인 선교사의 지휘를 받던 조선구세군이 일본 구세단에 강제로 편입된 뒤부터 1945년 7월까지 총무부장으로 근무했다.
일제 강점기 말기에 구세군 지도자로서 일제에 협조한 행적이 있다. 기독교 교단이 신사참배 강요에 굴복하고 국민의례, 황거요배, 국경일 경축 등에 동참했을 때 구세군의 신사참배 계획에 대한 담화를 발표했고, 1943년 11월 조선전시종교보국회라는 어용 단체에 구세군 대표로 참가했다.
1942년에는 조선종교전시보국회가 파견하는 순회강연반에 포함되어 학병 지원을 권유하는 유세를 편 일도 있다. 이때 황종률은 불교계의 혜화전문학교 교수인 김동화와 함께 경상북도와 경상남도 지역을 순회했다. 그러나 전쟁이 격화되는 와중에 서양 종교에 대한 탄압 또한 거세졌고, 구세군은 1943년 폐쇄되었다.
광복 후 1946년 구세군 교단을 재건해 서기장에 임명 되었다. 한국 전쟁 때는 서울을 점령한 조선인민군을 환영하는 개신교 행사 개최에 구세군 대표로서 참가한 일이 있다. 인민군이 후퇴한 뒤 부산으로 피난하여 한경직이 회장을 맡아 조직한 기독교연합전시비상대책위원회에 감리교의 유형기, 성결교의 김창근과 함께 부회장으로 참여했다.
황종률은 한국 구세군 조직과 행정의 기초를 세운 핵심적인 지도자였을 뿐 아니라 기독교아동복지회, 한국기독교세계봉사회, 대한성서공회 등 교단 밖에서의 활동에도 적극적이었다. 1953년 정령 계급으로 은퇴하였다.
2008년 발표된 민족문제연구소의 친일인명사전 수록예정자 명단 중 종교 부문에 선정되었으며 2009년 친일반민족행위진상규명위원회가 발표한 친일반민족행위 705인 명단에도 포함되었다.

## 같이 보기
- 구세군 대한본영
- 황문평

## 참고자료
- “황종률”. 코이딕. 2008년 2월 8일에 확인함.[깨진 링크(과거 내용 찾기)]
- 박명수. “해방 이후 한국성결교회의 사회인식”. 성결신학연구소. 2008년 7월 8일에 원본 문서에서 보존된 문서. 2008년 2월 8일에 확인함.
- 친일반민족행위진상규명위원회 (2009). 〈황종률〉. 《친일반민족행위진상규명 보고서 Ⅳ-19》. 서울. 941~957쪽.